# Henny Österlin
Siv Henny Marianne Österlin, född 19 september 1932 i Borås, död 6 mars 2007 i Limhamn, var en svensk skulptör.
Hon var dotter till verkmästaren Hjalmar Mattsson och Anna Svenningsson och från 1952 gift med Anders Österlin. Hon var autodidakt som konstnär men genomförde flera studieresor till kontinenten. Hon debuterade i en av Skånes konstförenings utställningar i Lund 1963 med en träskulptur och en skulptur av sönderbrutna skiktade fönsterglas. Hon medverkade därefter i flera av Skånes konstförenings utställningar i Malmö och Lund samt Liljevalchs Stockholmssalonger. Hon var representerad i utställningen Aktuellt på Kristianstads museum 1965 med abstrakta konstruktioner i trä med inslag av andra material. Henny Österlin är gravsatt i minneslunden på Limhamns kyrkogård.  